# Samsung SGH-E720
Samsung SGH-E720 — мобильный телефон-раскладушка со встроенным MP3-плеером, разработанный в 2005 году. Его внешность очень схожа с E700, E710 и E715, а E730 похож не только внешностью.

## Описание и функции

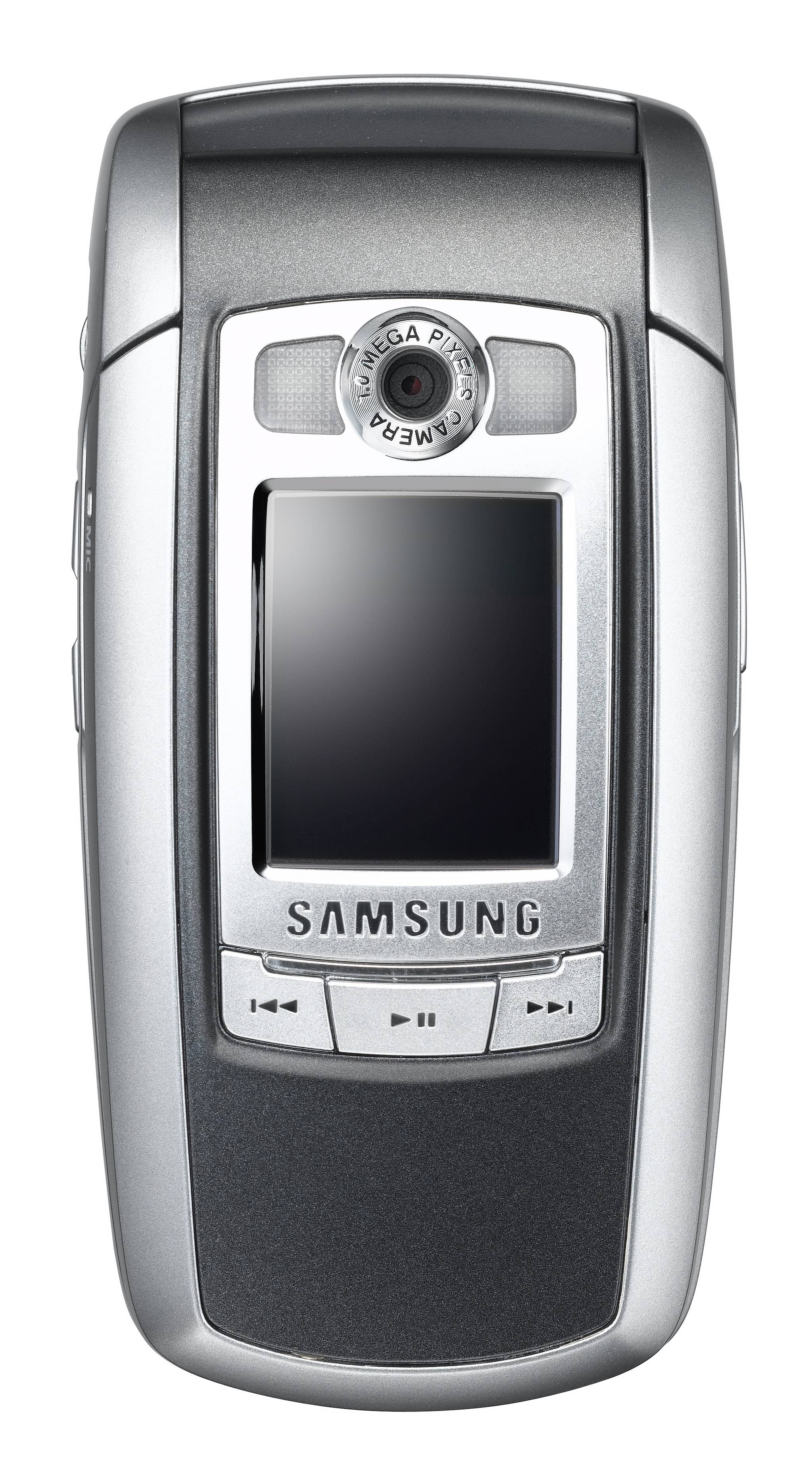
Телефон Samsung SGH-E720 (в закрытом виде)

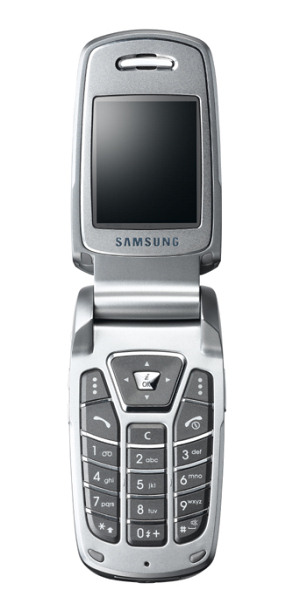
Телефон Samsung SGH-E720 (в открытом виде)

Телефон SGH-E720 вышел после SGH-D500. У него имеется внешний OLED-дисплей на 96x96 пикселей, 65536 цветов. Под ним находятся кнопки для переключения между файлами и пауза/воспроизведение, а над ним — камера на 1 мегапиксель, светодиод (для оповещения о беззвучном звонке или сообщениях) и фонарик. Основной TFT-дисплей имеет 176x220 пикселей и 262144 цветов. Имеет 80 МБ встроенной памяти для файлов MP3 и изображений. На левом боку расположены кнопки уменьшения/увеличения громкости.